# Sauer M30 Drilling
Sauer und Sohn M30 Drilling (нім. Рушниця Sauer und Sohn моделі 1930 року) — німецька комбінована триствольна рушниця-гвинтівка, розроблена спеціально для пілотів Люфтваффе під час Другої світової війни.

## Історія
Зброя виготовлялася з квітня 1941 до вересня 1942 року, після введення німецьких військ у Північну Африку. Пілотам була необхідна швидка у використанні зброя на випадок «незапланованої» посадки у дикій місцевості. Саме для таких випадків керівництво Люфтваффе ухвалило рішення озброїти екіпажі літаків мисливською рушницею M30 Drilling фірми Sauer & Sohn, з котрою пілоти мали можливість не тільки захищатися від британських та французьких солдат, але й полювати на тварин в умовах дикої природи.

## Опис
Ця зброя була триствольною комбінованою рушницею переломної конструкції: два горизонтальних гладких стволи 12 калібру та третій нарізний ствол під мисливський набій 9.3×74R, розташований знизу по центру. Конструкція була безкуркового типу з бліцзамком. З двох спускових гачків задній відповідав за стрільбу з лівого ствола, а передній — з правого та нижнього стволів. Перемикач спуску розташовувався на шийці приклада: у передньому положенні він забезпечував можливість стрільби з нарізного ствола й автоматично звільняв підпружинений цілик, пристріляний під гвинтівковий ствол на дальність пострілу 100 метрів.
Боєкомплект разом з рушницею зберігався у спеціальному алюмінієвому контейнері з офіційним маркуванням «Drilling M 30 mit Munition u. Zubehör ce». Боєзапас складався з 20 гвинтівкових набоїв з напівоболонковими кулями, 20 набоїв 12 калібру з кулею Бреннеке та 25 набоїв 12 калібру з дріб'ю.

## Використання
За 1941—1943 роки ВПС Німеччини закупили майже 2 500 комплектів «рушниць для виживання», у які входили насамперед зброя, набір для чищення, боєкомплект, інструкція по експлуатації, патронташ та контейнер для компактного зберігання усього вище переліченого. Спільна вага футляра складала біля 7,25 кг. Далеко не завжди пілотам вдавалося скористатися вмістом ящика, оскільки здійснити аварійну посадку, і тим самим запобігти пошкодженню комплекту, було проблематично.